# Zeyad el-Hussein el-Sayed Mohamed
Zeyad el-Hussein el-Sayed Mohamed (* 8. November 2003) ist ein ägyptischer Leichtathlet, der sich auf den Weitsprung spezialisiert hat.

## Sportliche Laufbahn
Erste internationale Erfahrungen sammelte Zeyad el-Hussein el-Sayed Mohamed im Jahr 2021, als er bei den Arabischen Meisterschaften in Radès mit 7,12 m den fünften Platz belegte. Im Jahr darauf siegte er mit 7,27 m bei den Arabischen U20-Meisterschaften ebendort, ehe er bei den U23-Mittelmeer-Meisterschaften in Pescara mit 7,11 m den siebten Platz belegte. 2024 gewann er bei den U23-Mittelmeer-Meisterschaften in Ismailia mit 7,74 m die Silbermedaille hinter dem Portugiesen Pedro Pires und gewann dann bei den Arabischen U23-Meisterschaften ebendort mit 7,65 m die Silbermedaille. Im Jahr darauf gewann er bei den Arabischen Meisterschaften in Oran mit 7,24 m die Bronzemedaille hinter den Algeriern Tarek Hocine und Louai Lamraoui.
2024 wurde el-Sayed Mohamed ägyptischer Meister im Weitsprung.